# ماريون ورث
ماريون ورث (بالإنجليزية: Marion Worth)‏ هي مغنية وكاتبة غنائية أمريكية، ولدت في 4 يوليو 1930، وتوفيت في 19 ديسمبر 1999.

## وصلات خارجية
- ماريون ورث على موقع ميوزك برينز (الإنجليزية)